# Pachysphinx cablei
Pachysphinx cablei är en fjärilsart som beskrevs av Reizenst. 1881. Pachysphinx cablei ingår i släktet Pachysphinx och familjen svärmare. Inga underarter finns listade i Catalogue of Life.